# 寶可夢 THE ORIGIN
《寶可夢 THE ORIGIN》是《寶可夢》系列電視動畫特別篇，改編自系列第一作《寶可夢 紅·綠》。

## 作品概要
本動畫為東京電視台開台五十週年特別企劃之一，是《精靈寶可夢 X·Y》發售前的連動企劃。故事以赤紅為主角，描述他蒐集寶可夢圖鑑的旅程，與以小智為主角的主系列電視動畫完全無關，風格也大相逕庭。

## 故事大綱
真新鎮的赤紅和青綠從大木博士手中取得了寶可夢圖鑑，並踏上完成圖鑑的旅程，大木博士分別給了兩人一個寶可夢，赤紅選擇小火龍、而青綠選擇傑尼龜。赤紅出發後不久即開始捕捉寶可夢，他在一次對戰中敗給青綠之後，意識到如果想完成圖鑑，自己也必須成為強大的寶可夢訓練家，因此開始向道館挑戰。在道館館主小剛的指導下，赤紅對寶可夢戰鬥有了基本的認識，並擊敗了小剛的大岩蛇、取得了第一個徽章。
之後、赤紅四處遊歷、上山下海，一方面尋找寶可夢、一方面向道館挑戰。一日、他來到紫苑鎮並聽聞「寶可夢的靈骨塔」內的幽靈傳聞。他遇見富士老人和麗奈，並從麗奈口中得知因為犯罪組織火箭隊而成了孤兒的卡拉卡拉的遭遇，赤紅決定幫助他、並因此與火箭隊正面衝突。在赤紅和青綠合作打倒火箭隊的成員後，可拉可拉和幽靈的真面目──可拉可拉的母親得以團聚。赤紅也從富士老人手中得到兩顆神秘寶石做為答謝。
赤紅的小火龍進化成了噴火龍，赤紅與青綠遇見希爾弗公司的秘書，並得知該公司已經被犯罪集團火箭隊佔領的消息。赤紅潛入公司內並釋放了受到監禁的科學家。最終、他遇見火箭隊的首領坂木，卻輸得一敗塗地。但他仍繼續旅程，並終於要向最後一個道館挑戰，但那裡的館主竟是坂木。赤紅在與坂木激烈對戰後終得勝利，而坂木也在戰鬥中找回已經失去了的、對戰鬥的熱情以及愛護寶可夢的心，火箭隊因而瓦解。
蒐齊八個徽章的赤紅向寶可夢聯盟挑戰。在戰勝了四天王後，他與當上冠軍的勁敵青綠展開全面對決，並以些微差距獲勝，成為新任冠軍。赤紅沒有停下腳步，繼續為了完成圖鑑而探索，就在他將149種已知的寶可夢的資料都收集齊全後，得知青綠被一個神秘的強大寶可夢重創的消息。赤紅回想起在旅途中看過的文獻，推斷那個寶可夢可能是以夢幻的基因製造出的寶可夢「超夢」。赤紅前往無名洞窟試圖捕捉超夢，但他與他的噴火龍被強大的超夢重創，在他們即將落敗之時，他們不放棄的精神激發了兩顆神祕寶石，讓噴火龍超級進化成超級噴火龍X，最後擊敗並收服了超夢。
當赤紅與大木博士等人一起慶祝完成圖鑑時，赤紅突然意識到還有第151個寶可夢「夢幻」仍未被發現，這也代表他的旅程尚未結束，不過他卻沒發現此時夢幻正飛過自己的身後。

## 配音員
- 赤紅：竹內順子
- 青綠：江口拓也
- 大木博士：森功至
- 小剛：杉田智和
- 坂木：小山力也
- 渡：川島得愛
- 富士老人：稻葉實
- 麗奈：石川由依

## 製作人員
- 監督
  - 1話 - 川崎逸朗（Production I.G）
  - 2話 - 黒田幸生（XEBEC）
  - 3話 - 高橋秀彌（XEBEC）
  - 4話 - 冨安大貴（OLM）
- 原案 - 田尻智、増田順一
- 監察人 - 石原恒和
- 企劃 - 伊藤憲二郎
- 製作人 - 宮原俊雄、野本岳志
- 動畫製作 - OLM、Production I.G、XEBEC
- 協力 - 任天堂、東京電視台、ジェイアール東日本企画
- 製作 - 精靈寶可夢 (企業)

## 各話列表
| 集數  | 標題     | 腳本     | 監督 分鏡 | 總作畫監督 | 作畫監督                                               |
| ----- | -------- | -------- | --------- | ---------- | ------------------------------------------------------ |
| 報告1 | 小火龍   | 廣田光毅 | 川崎逸朗  | -          | 片桐貴悠                                               |
| 報告2 | 卡拉卡拉 | 笠原邦暁 | 黒田幸生  | 加藤初重   | 飯飼一幸、岩田芳美 鈴木裕輔、能條理行 板倉健、福島豊明 |
| 報告3 | 坂木     | 廣田光毅 | 高橋秀弥  | 加藤初重   | しんぼたくろう 谷口元浩                                |
| 報告4 | 噴火龍   | 笠原邦暁 | 冨安大貴  | -          | 田島瑞穂 中野悟史（動作）                              |

## 外部連結
- 精靈寶可夢 THE ORIGIN 官方網站 （页面存档备份，存于）（日語）